# Chiesa di San Cristoforo (Pomarolo)
La chiesa di San Cristoforo è la parrocchiale patronale di Pomarolo in Trentino. Fa parte della zona pastorale della Vallagarina dell'arcidiocesi di Trento e risale al XII secolo.

## Storia

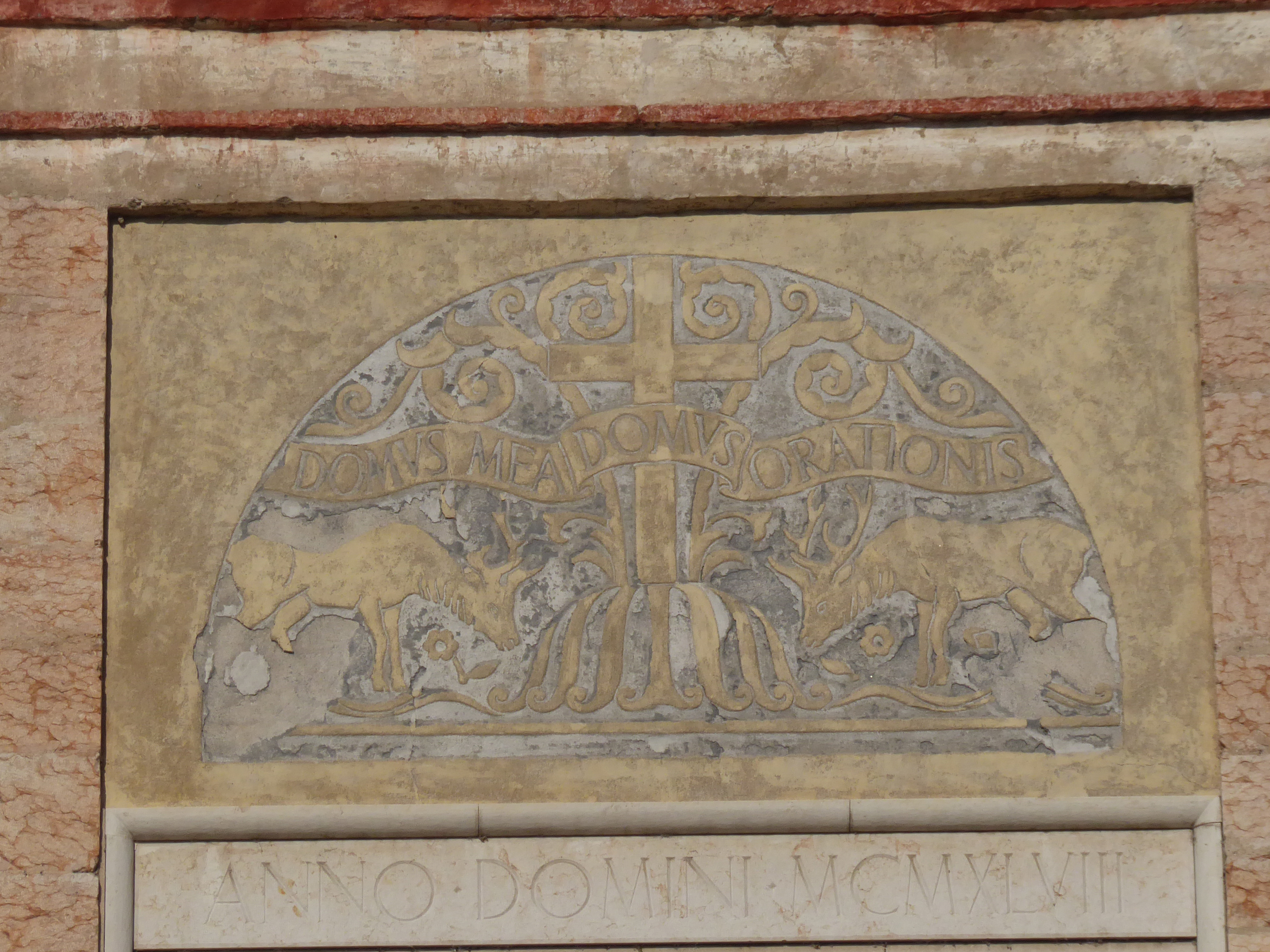
Decorazione sul portale anteriore

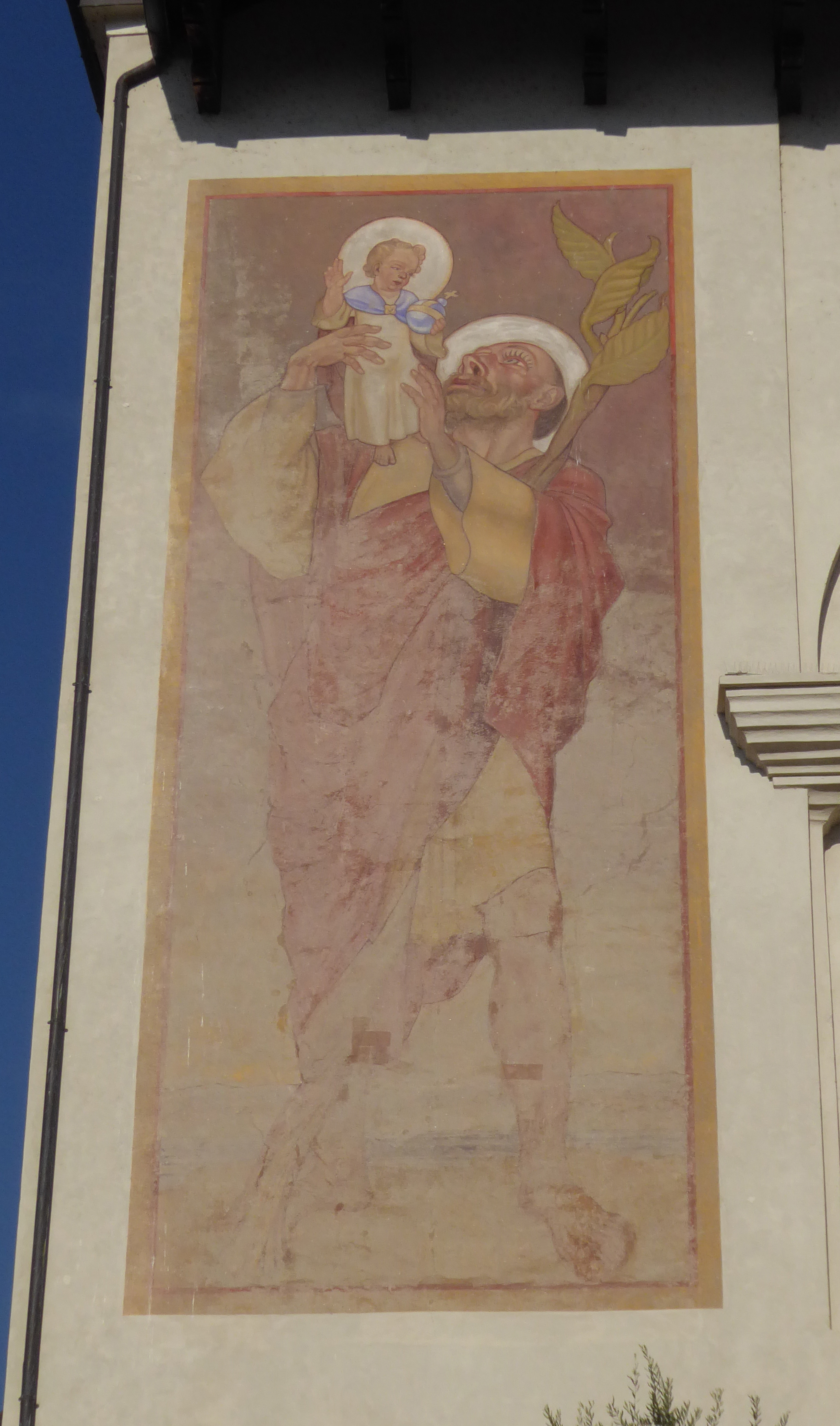
Grande affresco raffigurante San Cristoforo sulla parte alta a sinistra della facciata

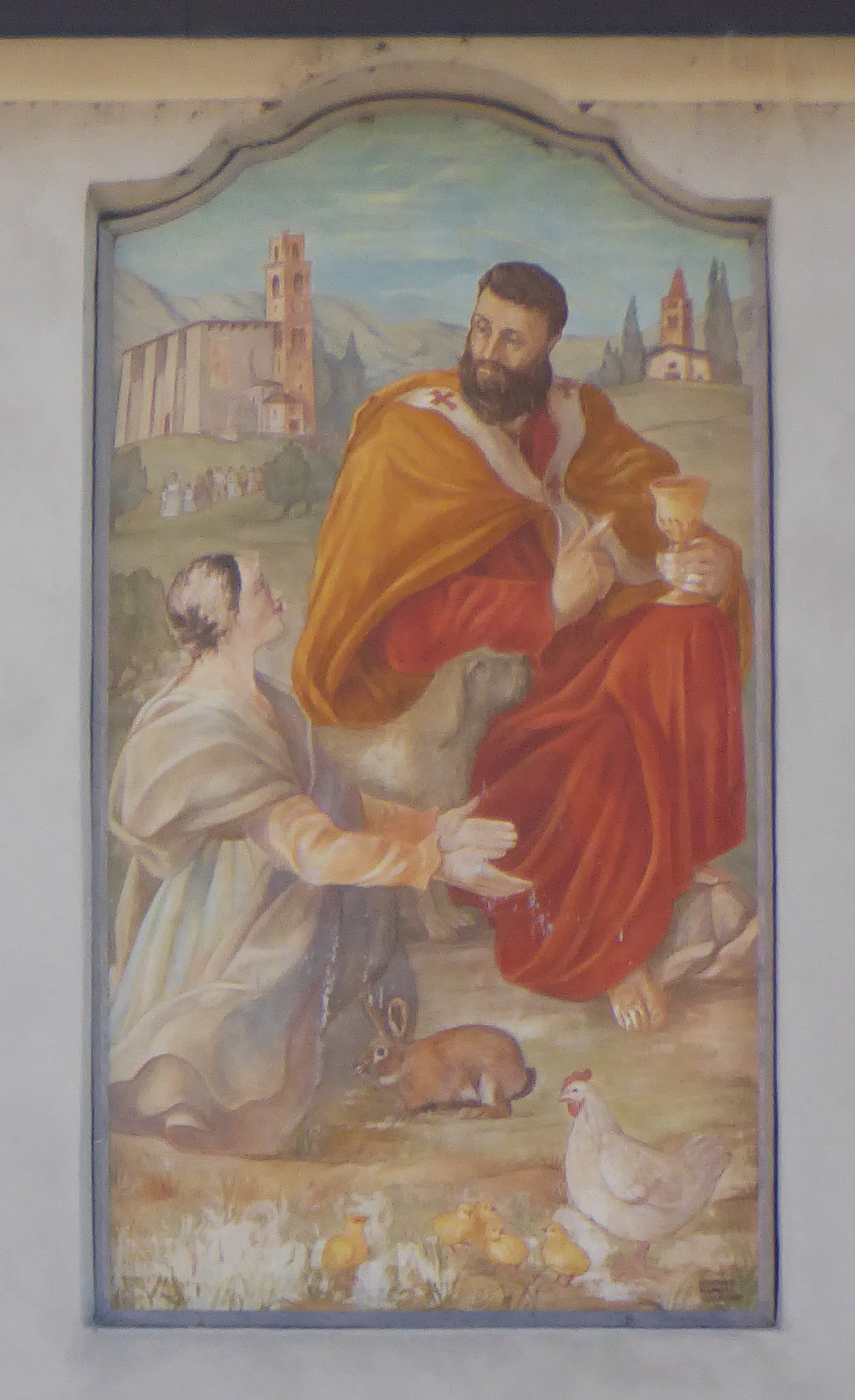
Affresco conservato nella parte posteriore della chiesa

Una citazione relativa alla prima chiesa costruita a Pomarolo potrebbe risalire al 1183 ma risulta più sicura quella del 1216 che si trova su un documento firmato dal principe vescovo di Trento Federico Vanga.
Federico di Castelnuovo, della casata dei Castelbarco, nel 1234 fece incendiare la chiesa e ne privò gli interni di molte opere artistiche che vi erano contenute, poi, probabilmente lui stesso, fece ricostruire l'edificio riparandone i danneggiamenti pochi anni dopo.
Il principe vescovo Bernardo Clesio visitò la chiesa nel 1537 e denunciò le cattive condizioni nelle quali era mantenuta e circa venti anni dopo, anche grazie alle disposizioni testamentarie di Alessandro Lodron, furono realizzati alcuni interventi di restauro che riguardarono sia l'edificio sia l'attiguo camposanto.
Nel 1640 si ha la conferma che la chiesa aveva già la concessione della custodia eucaristica e nel 1747 ebbe anche il fonte battesimale.
Nella seconda metà del XVIII secolo l'edificio venne ristrutturato. Parte dell'antica struttura venne demolita, e l'antica abside che divenne l'atrio della nuova costruzione. In tal modo l'orientamento originario venne capovolto. Alla posa della pavimentazione parteciparono artigiani di Castione molto attivi e rinomati in quel periodo nella lavorazione del marmo. Negli ultimi anni del secolo gli interni vennero decorati a stucco da Giuseppe Canonica.
Ottenne dignità parrocchiale nel 1826 e l'anno successivo venne consacrata con cerimonia solenne. Nel 1830 fu restaurata la torre campanaria e negli ultimi anni del secolo fu necessario intervenire prima sulle decorazioni a stucco in parte deteriorate dalle infiltrazioni di acqua dal tetto e in seguito per consolidare le fondamenta.
Durante il primo dopoguerra del XX secolo venne demolita parte della struttura sino ad allora adibita a sacrestia e venne completata la facciata. La grande immagine che decora il prospetto e raffigurante San Cristoforo è opera di Anton Sebastian Fasal. Nella seconda metà del secolo furono realizzati vari interventi. Si iniziò con un rifacimento della scalinata di accesso a est  poi vennero sostituite le grandi vetrate.
I lavori più consistenti, che comportarono la chiusura temporanea della chiesa, riguardarono l'assetto statico e la facciata, resi più complessi da un evento sismico che colpì il territorio in quel periodo. I lavori si conclusero nel 1982 ma la solenne consacrazione era già stata celebrata nel 1979 dall'arcivescovo Alessandro Maria Gottardi.
Negli ultimi anni del secolo e sino al 2012 sono proseguiti i restauri e gli interventi di manutenzione con attenzione alle intonacature esterne, alla sistemazione degli impianti e al rifacimento di alcuni punti del pavimento della sala.

## Descrizione

### Esterni
La chiesa è posta su un terrazzamento non in posizione centrale dell'abitato dominato dai ruderi di Castel Barco. La facciata senza spioventi e con copertura del tetto orizzontale e leggermente sporgente è in parte coperta, sulla destra, dalla torre campanaria e inoltre l'antica parte presbiteriale svolge la funzione di piccolo vestibolo di accesso alla sala col portale di accesso. La torre campanaria mostra una struttura solida con fusto che si apre con alcune feritoie. La cella è posta sull'orologio e su alcune aperture a bifora cieche. Le finestre a monofora sono ampie e sono sovrastate dal corpo merlato che non prevede altra copertura. La sagrestia, sino a quando non venne smantellata, conservò tra le altre documentazioni anche archivio e cassa del Comun Comunale (organo amministrativo di origine medievale attivo sino al 1818).

### Interni
La navata interna è unica e vi si accede attraverso l'atrio. La sala ha volta a botte e in controfacciata ospita la cantoria con l'organo a canne opera di Damiano Damiani che venne riparato dai Fratelli Ruffatti. Le pareti laterali hanno nicchie con sculture. Attraverso l'arco santo si accede al presbiterio e da questo alla sagrestia e ad altri locali. Le decorazioni interne sono a stucchi.